# Géza Tóth
Géza Tóth [ˈɡeːzɒ ˈtoːt] (* 25. Januar 1932 in Sorokpolány; † 4. Oktober 2011 in Szombathely) war ein ungarischer Gewichtheber.

## Werdegang
Géza Tóth begann 1952, also erst mit 20 Jahren, mit dem Gewichtheben, nachdem er als Junge und Jugendlicher Fußball gespielt hatte. Das Gewichtheben betrieb er im Verein VSE Haladás Szombathely. Sein Trainer war Sándor Gere. Mitte der 1950er Jahre hatte Tóth die ungarische Spitzenklasse erreicht und durch hartes Training auch bald Anschluss an die Weltspitze gefunden. 1960 belegte er bei den Olympischen Spielen in Rom mit 417,5 kg im Leichtschwergewicht den vierten Platz und verpasste nur knapp eine Medaille. Den Gewinn einer olympischen Medaille holte er dann 1964 in Tokio nach. Dort gewann er die Silbermedaille, wieder im Leichtschwergewicht (bis 82,5 kg Körpergewicht). Sein größter sportlicher Erfolg war der Gewinn des Weltmeistertitels 1966 in Berlin im Mittelschwergewicht (bis 90 kg Körpergewicht).
Géza Tóth, der bis 1970 aktiv war, war Turn- und Sportlehrer.

## Internationale Erfolge
(OS = Olympische Spiele, WM = Weltmeisterschaft, EM = Europameisterschaft, Le = Leichtschwergewicht, Ms = Mittelschwergewicht)
- 1957, 4. Platz, EM in Kattowitz, Mi, mit 370.0 (115.0, 110.0, 145.0) kg; hinter Mustafa Jagly-Ogly, UdSSR, 400.0 (115.0, 125.0, 160.0) kg, Marcel Paterni, Frankreich, 390.0 (127.5, 112.5, 150.0), Jan Bochenek, Polen, 380.0 (122.5, 107.5, 150.0) kg, und vor Győző Veres, Ungarn, 362.5 (112.5, 110.0, 140.0) kg;
- 1958, 9. Platz, WM + EM in Stockholm, Ls, mit 377,5 kg, EM-Wertung: 7. Platz, Sieger: Trofim Lomakin mit 440 kg, vor James George, 435 kg und Ireneusz Palinski, Polen, 432,5 kg;
- 1959, 7. Platz, WM + EM in Warschau, Ls, mit 395 kg, EM-Wertung: 5. Platz, Sieger: Rudolf Plukfelder, UdSSR, 457,5 kg, vor Ireneusz Paliński, Polen, 432,5 kg;
- 1960, 4. Platz, OS in Rom, Ls, mit 417,5 kg, hinter Paliński, 442,5 kg, James George, USA, 430 kg und Jan Bochenek, Polen, 420 kg;
- 1960, 5. Platz, EM in Mailand, Ls, mit 405,0 kg, Sieger: Rudolf Plukfelder,  442,5 kg, vor Paliński, 425 kg und Marcel Paterni, Frankreich, 415 kg;
- 1961, 2. Platz, WM + EM in Wien, Ls, mit 432,5 kg, hinter Plukfelder, 450 kg und vor Thomas Kono, USA, 430 kg;
- 1961, 1. Platz, Donaupokal in München, Ls, mit 420 kg, vor Václav Pšenička, ČSSR, 390 kg und Norbert Fehr, Deutschland, 372,5 kg;
- 1962, 3. Platz, WM + EM in Budapest, Ls, mit 442,5 kg, hinter Győző Veres, Ungarn, 460 kg und Thomas Kono, 455 kg, EM-Wertung: 2. Platz;
- 1963, 1. Platz, Donaupokal, Ls, mit 452,5 kg, vor Pentschew, Bulgarien, 395 kg und Petrak, CSSR, 382,5 kg;
- 1963, 3. Platz, WM + EM in Stockholm, Ls, mit 450 kg, hinter Veres, 477,5 kg und Plukfelder, 467,5 kg;
- 1964, 1. Platz, EM in Moskau, Ls, mit 455 kg, vor Schichow, UdSSR, 445 kg und Marcel Paterni, Frankreich, 440 kg;
- 1964, Silbermedaille, OS in Tokio, Ls, mit 467,5 kg, hinter Plukfelder, 475 kg und vor Veres, 467,5 kg;
- 1965, 1. Platz, Donaupokal in Budapest, Ls, mit 437.5 (140.0, 132.5, 165) kg
- 1965, 3. Platz, Grand Prix von Moskau, Ls, mit 437,5 kg, hinter Kidjajew, UdSSR, 465 kg und Wojciechowski, Polen, 445 kg;
- 1965, 4. Platz, EM in Sofia, Ls, mit 435 kg, hinter Kidjajew, 467,5 kg, Hans Zdražila, CSSR, 460 kg  und Norbert Ozimek, Polen, 445 kg;
- 1965, 3. Platz, WM in Teheran, Ms, mit 462,5 kg, hinter Louis Martin, England, 487,5 kg und Wladimir Golowanow, UdSSR, 480 kg;
- 1966, 1. Platz, Donaupokal in Wien, Ms, mit 465.0 (147.5, 140.0, 177.5) kg
- 1966, 1. Platz, WM + EM in Berlin, Ms, mit 487,5 kg, vor Paliński, 477,5 kg und Marek Gołąb, Polen, 475 kg;
- 1967, 1. Platz, Donaupokal in Bratislava, Ms, mit 460 (145.0, 137.5, 177.5) kg, vor Pentschew, Bulgarien, 445 kg und Orszag, CSSR, 437,5 kg,
- 1968, 1. Platz, Donaupokal in Donaueschingen, Ms, mit 462,5 (145.0. 142.5, 175) kg vor Pentschew, 457,5 kg und Willi Müller, Deutschland, 452,5 kg;
- 1969, 1. Platz, Donaupokal in Bukarest, Ms, mit 460 (145.0, 140.0, 175.0) kg,
- 1969, 3. Platz, WM + EM in Warschau, Ms, mit 495 kg, hinter Kaarlo Kangasniemi, Finnland, 515 kg und Bo Johansson, Schweden, 500 kg;
- 1970, 3. Platz, WM in Columbus/USA, Ms, mit 490 kg, hinter Wassili Kolotow, UdSSR, 537,5 kg und Phil Grippaldi, USA, 490 kg
- 1970, 5. Platz, EM in Szombathely, Ms, mit 500 (162.5, 147.5, 190.0) kg, hinter Kangasniemi, 530 (177.5, 160.0, 192.5) kg, Wassili Kolotow, UdSSR, 527,5 (170.0, 157.5, 200.0) kg und Bo Johansson, 525 (177.5, 157.5, 190.0) kg; und Karl Arnold 505 kg.

## Weltrekord
im olympischen Dreikampf:
- 487,5 kg, 1966 in Szombathely.